# John de Lancie
John Sherwood de Lancie, Jr. (sinh ngày 20 tháng 3 năm 1948) là diễn viên và diễn viên hài, đạo diễn, nhà sản xuất, nhà văn, ca sĩ, nhạc sĩ, và nghệ sĩ lồng tiếng, người Mỹ nổi tiếng với vai diễn Q trong Star Trek: The Next Generation (1987-) và giọng ca Discord trong My Little Pony: Friendship Is Magic (2011-).
Anh đã được đề cao trong một số vai diễn định kỳ trên phim truyền hình, bao gồm Frank Simmons trong Stargate SG-1 (1997-2007) và Donald Margolis trong Breaking Bad (2008-13).